# Caiophora lateritia
Caiophora lateritia är en brännreveväxtart som först beskrevs av William Jackson Hooker, och fick sitt nu gällande namn av George Bentham. Caiophora lateritia ingår i släktet Caiophora och familjen brännreveväxter. Inga underarter finns listade i Catalogue of Life.

## Bildgalleri

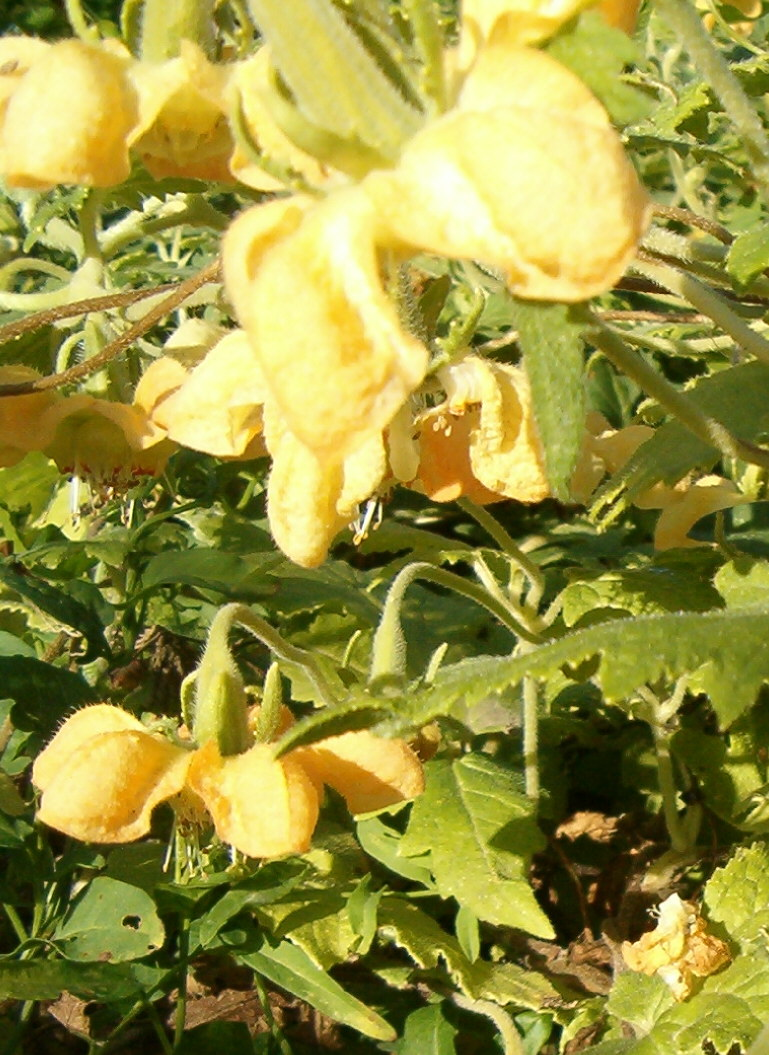
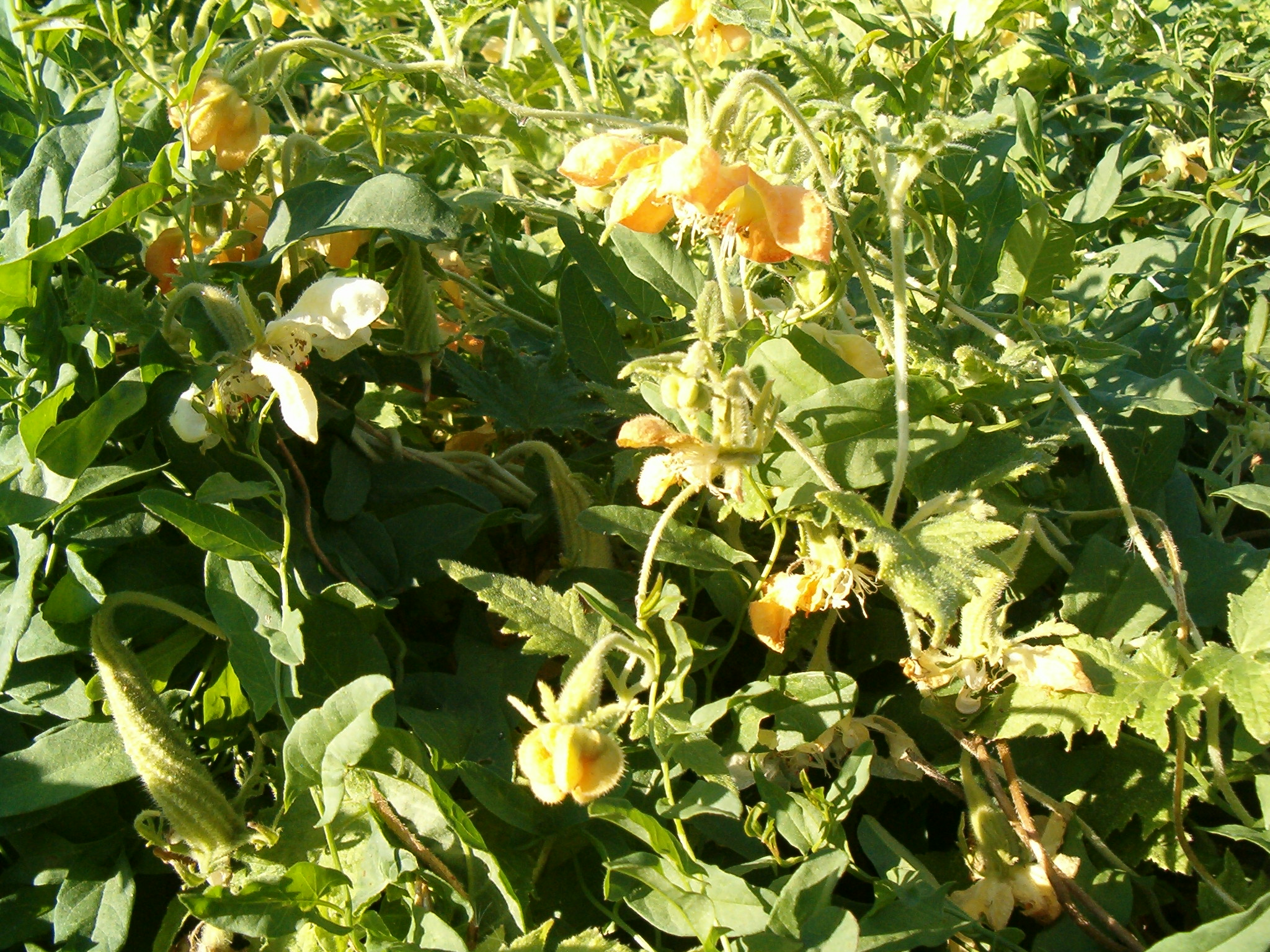